# Zephyr (Band)
Zephyr war eine US-amerikanische Rockband aus Boulder (Colorado). Sie spielten einen Blues-orientierten harten Rock. Bekannt sind sie auch als die Band, in der Tommy Bolin seine Karriere begann.
1968 gründeten Tommy Bolin (Gitarre), John Faris (Keyboard), David Givens (Bass), Robbie Chamberlin (Schlagzeug) und Candy Givens (Gesang) die Gruppe. 1969 erschien ihr erstes Album Zephyr auf dem ABC-Records-Sublabel Probe. Bolin verließ die Band nach dem zweiten Album Going Back to Colorado. Mit einigen Umbesetzungen trat die Band bis zum Tod von Candy Givens 1984 auf.

## Diskografie
- 1969: Zephyr
- 1971: Going Back to Colorado
- 1972: Sunset Ride
- 1982: Heartbeat
- 1997: Zephyr Live
- 2002: Zephyr – Kompilation